# 金達鉉
金 達鉉（キム・ダリョン、朝鮮語: 김달현 、1884年-1958年）は、朝鮮の天道教徒·政治家。
李氏朝鮮咸鏡南道高原郡生まれ。1908年に天道教に入教した。1922年1月に、尹徳炳、金翰、申伯雨、元友観、李赫魯、白光欽などとともに19人の名義で無産者同志会を発足させることで、朝鮮の無産者解放運動団体の嚆矢となった。同年3月には、李英·辛日鎔などの新人同盟会と合わせて、無産者同盟会を発足し、天道教堂において講演会を主催するなど活躍した。 1931年4月に宝城専門学校を卒業し、1932年からは天道教青年党の幹部を歴任した。朝鮮光復後、1946年2月には北朝鮮天道教青友党委員長を歴任し、1947年2月には北朝鮮の最高人民会議常任委員会副委員長、1948年最高人民会議第1期代議員及び副議長、1949年6月祖国統一民主主義戦線議長、1957年最高人民会議第2期代議員、同年9月無任所相などを歴任し、1958年12月スパイ罪で粛清された。